# Enrico Cosenz
Enrico Cosenz (né à Gaète le 12 janvier 1820 et mort à Rome le 7 août 1898) est un militaire et un homme politique italien, d'abord officier dans l'armée du royaume des Deux-Siciles puis officier de Giuseppe Garibaldi, enfin général dans l'armée du royaume d'Italie et chef d'état-major. Il est aussi député et sénateur du royaume d'Italie.

## Biographie
Enrico Cosenz est élève dans le collège militaire royal de la Nunziatella (Real Collegio Militare della Nunziatella) de Naples de 1832 à 1840. Il est nommé élève enseigne dans l'artillerie, puis premier lieutenant en 1844.
En 1848, il fait partie des deux divisions de l'armée de terre du Royaume des Deux-Siciles qui sont envoyées par Ferdinand II contre l'Autriche, lors de la première guerre d'indépendance. Quand, le 25 mai, à la suite du coup d'État de Ferdinand II, l'armée reçoit l'ordre du roi de rentrer à Naples, une grande partie de l'armée refuse de suivre son commandant, le général Guglielmo Pepe. Ce dernier passe le Pô le 8 juin, suivi seulement par l'artillerie dont Cosenz, le génie et un détachement de volontaires. Le groupe comprend d'autres officiers dont Carlo et Luigi Mezzacapo, Ulloa, Boldoni et Rossarol.
Le 12 juin 1848, ils rejoignent Venise et Cosenz est enrôlé dans l'artillerie de l'armée vénitienne avec le grade de capitaine.
Sous les ordres de Ulloa, avec Sirtori, Cosenz participe et se met en valeur à la défense du fort Marghera. Comme commandant de l'artillerie des bastions, il résiste aux assauts pendant trois semaines. Après la chute du fort, il se retire sur Venise après avoir détruit cinq arcades du pont ferroviaire et se rend sur l’île de San Secondo où il est blessé deux fois.
En mai 1849, il devient major pour ordre du gouvernement provisoire de Venise, puis successivement lieutenant-colonel, puis colonel.
Après la reddition de la ville, le 24 mai 1849, la flotte française évacue 600 des principaux membres de la République, Cosenz, avec Ulloa, Pepe, Manin et avec sa famille est embarqué sur le Solon, puis sur le Pluton, qui le débarque à Corfou, alors protectorat britannique, où tous sont mis en quarantaine à cause du choléra présent à Venise.
Depuis Corfou, Cosenz se rend en France sans fonction officielle. Proche des membres du parti muratien qui militent pour un royaume de Naples libéral mais séparé, il prend définitivement parti pour Giuseppe Mazzini qui œuvre pour l'unification nationale.
Dans les années 1850, il est impliqué dans la préparation des insurrections mazzinennes : en janvier 1853, il participe à Locarno à la réunion préparatoire de l'insurrection de Milan du 6 février 1853, en 1857, il participe à la préparation de la dernière initiative révolutionnaire avant la seconde guerre d’indépendance, l'expédition de Carlo Pisacane à Sapri.
En raison des échecs, presque tout le mouvement vient en soutien au royaume de Sardaigne et à son président du conseil Camillo Cavour. En janvier 1859, à la veille du la seconde guerre d’indépendance, Cosenz est dans le Piémont où il est responsable par nomination du ministère de l'intérieur de l'organisation des chasseurs des Alpes. En avril, il prend le commandement du 1er régiment qu'il dirige lors des batailles de Varèse, de San Fermo et de Treponti. Le commande de la brigade est Garibaldi.
Le 12 juillet 1859, le jour après l'armistice de Villafranca, il est fait officier de l'ordre militaire de Savoie.

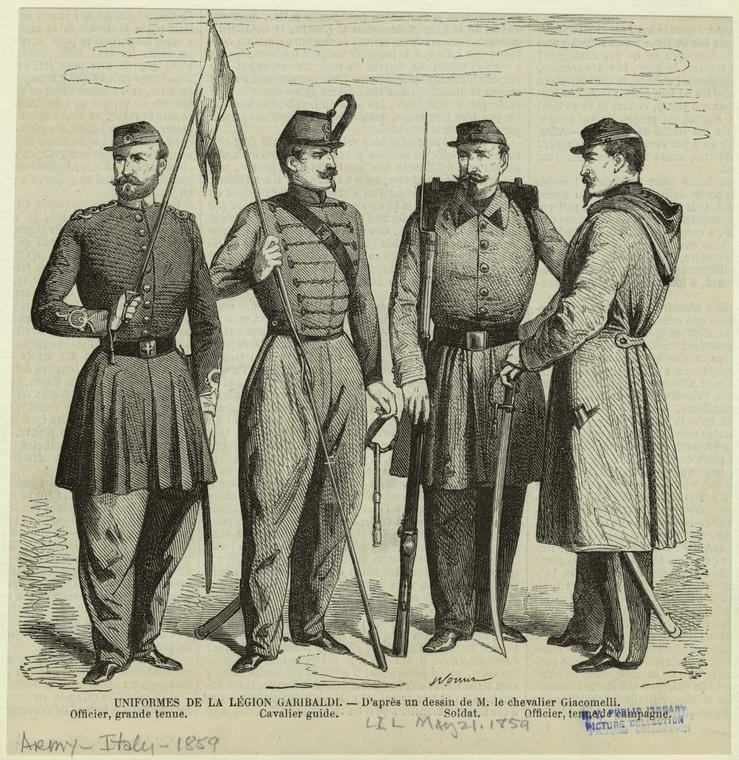
De gauche à droite: officier en grand uniforme, éclaireur à cheval, fantassin, officier en tenue de campagne (21 mai 1859)

En septembre 1859, il entre comme colonel dans l'armée sarde, au commandement de la nouvelle brigade Ferrara, qui lui est conféré par Manfredo Fanti pour la ligue de l'Italie centrale. En raison de la réunion de celle-ci avec le royaume de Sardaigne, Cosenz est confirmé, le 21 mars 1860, au même grade dans l'armée royale.

### L'expédition des Mille
Cosenz demande une dispense de service pour suivre Garibaldi lors de l'expédition des Mille. Il prend le grade de colonel brigadier. Il arrive en Sicile avec les renforts de la troisième expédition (la première comprend Garibaldi et la seconde Medici), avec 800 volontaires partis de Gênes le 2 juillet 1860 et débarque le 5 juillet à Palerme. Il est accompagné de Pilade Bronzetti.
Lors de la bataille de Milazzo, il mène une action déterminante pour stopper l'attaque des troupes des Bourbons sur l'aile gauche et la contre-attaque qui conduit l'ennemi à s'enfermer dans les anciennes murs de la ville. Au cours des combats, Il est blessé au cou.
Le 23 août, il débarque en Calabre, emmenant la colonne qui lui permet d'encercler et de contraindre à la reddition deux brigades des Bourbons à Villa San Giovanni et Piale. Le 30 août, il répète sa manœuvre obligeant à la reddition 10 000 soldats bourboniens de Ghio sur le plateau de Soveria Mannelli.
Avec le grade de major général commandant de division, il entre à Naples à la suite de Garibaldi. Il est nommé ministre de la Guerre du gouvernement dictatorial et il prend part à l'organisation du plébiscite.
Le 8 septembre 1860, à Naples, il signe, en sa qualité de ministre de la guerre, le décret qui transfère les soldats du royaume des Deux-Siciles dans les troupes garibaldiennes, tout en conservant leur grade. Il est particulièrement attentif aux officiers qui se présentent avec leurs troupes. Cosenz prend les devants de la bataille du Volturno qui débute le 1er octobre.
En octobre, avec les derniers jours de la dictature, Garibaldi lui confère le grade de lieutenant général.

### La préfecture de Bari
En mai 1861, Cosenz est admis dans le corps des volontaires italiens. Le 12 juin 1861, il est fait commandeur de l'ordre militaire de Savoie.
En mars 1862, avec le grade de lieutenant général, il est transféré dans l'armée italienne et laissé à disposition du ministre de la guerre qui le fait nommer préfet de Bari. Il occupe cette charge du 23 mars 1862 au 17 août lors de la phase la plus critique du brigandage dans les Pouilles qui dure jusqu'à l'automne 1863. Des colonnes de centaines de brigands saccagent les provinces et les autorités craignent une invasion générale de la région de Bari par les brigands de la Basilicate dit de la focolaio lucano. Cosenz obtient quelques succès notamment, le 9 mai 1862, la capture de la bande de Ninco Nanco.

### La carrière militaire dans l'armée royale

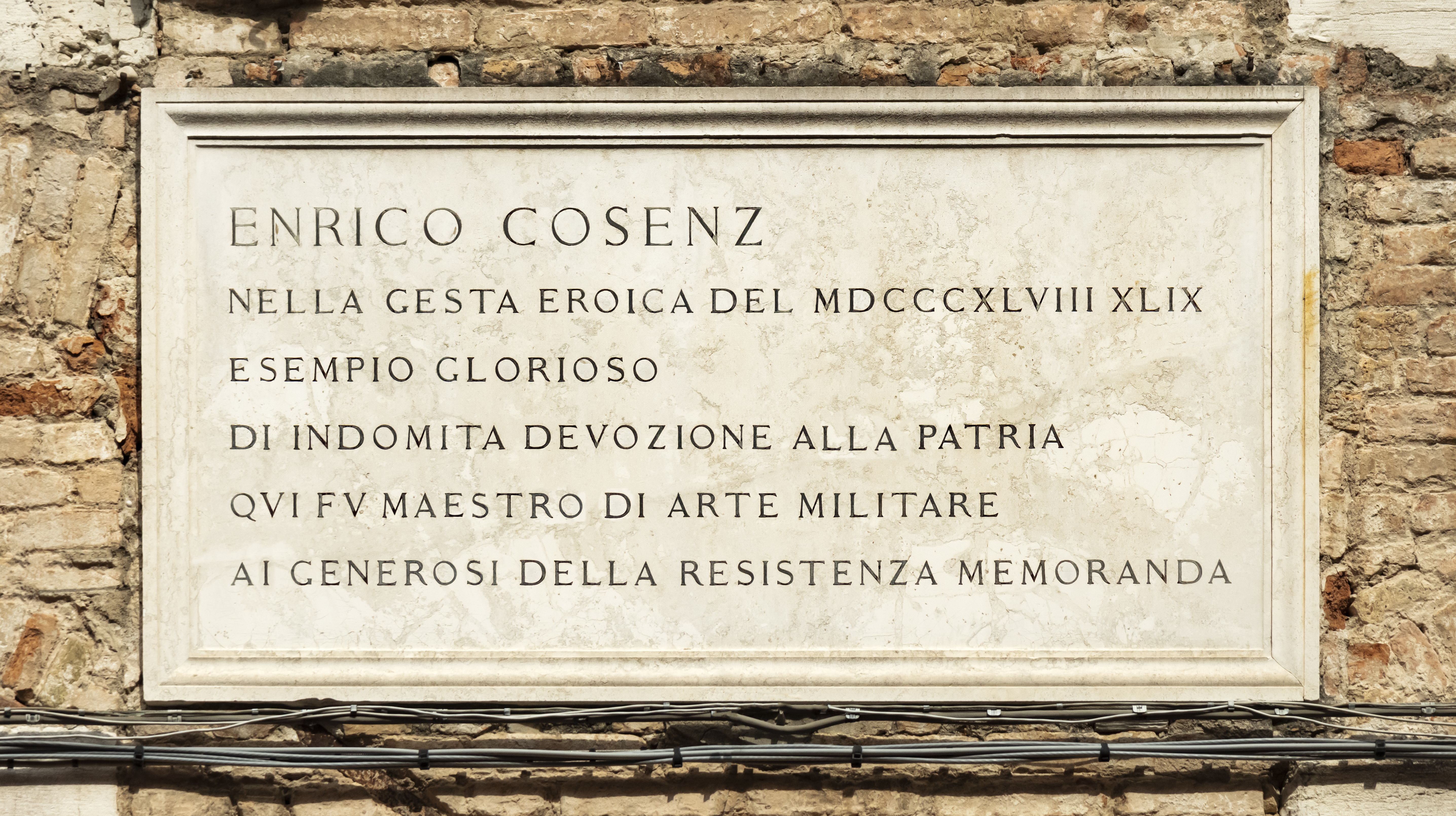
Plaque commémorative Campo San Provol à Venise

Après août 1862, on lui confie, en sa qualité de général de division, le commandement de la 20e division active de l’armée italienne.
En 1866, au cours de la troisième guerre d’indépendance, il commande la 6e division qui a une action limitée. À noter que parmi les autres commandants de divisions, on trouve ses anciens compagnons de Venise, Mezzacapo, Sirtori et les garibaldiens Medici et Bixio.
En 1870, lors de la prise de Rome, il est général de 11e division avec Bixio sous l'autorité du général Raffaele Cadorna : la présence des deux ex-garibaldiens doit peut-être compenser le fort esprit catholique du commandant en chef. Cosenz reçoit le commandement de la division territoriale de Rome, où il reste jusqu'en 1879, après quoi il prend le commandement du 1er corps d'armée de Turin.
En 1881, il est nommé président, puis chef d'état-major jusqu'en novembre 1893, date à laquelle il demande et obtient un poste au service auxiliaire.
Le 15 novembre 1893, il est nommé chevalier grand-croix de l'ordre militaire de Savoie.
Le 31 août 1896, il est mis en congé.

### La planification des fortifications sur la frontière autrichienne
La contribution la plus mémorable de Cosenz, en tant que chef d'état-major, est la création du Bureau d'études sur la défensive et l'offensive dans le Nord-Est, c'est-à-dire vers la frontière autrichienne. Le bureau est confié au lieutenant-colonel Ettore Vigano, suivi personnellement par Cosenz, lequel prétend que les études sont approfondies dans les moindres détails.
Cosenz exige une analyse topographique détaillée pour permettre la construction d'un système moderne de fortifications (suivant le modèle conçu par le général du génie Enrico Rocchi). Il impose aussi un nouveau plan opérationnel pour une guerre contre l'Autriche-Hongrie : il prévoit qu'en cas de difficulté, l'armée italienne puisse se retirer sur la Piave, puis contre-attaquer, comme du reste, ce sera le cas avec la bataille de la Piave.

### La carrière politique
Cosenz est élu député au parlement de Turin pour une circonscription de la province de Côme, au cours des élections supplétives, après que Garibaldi a opté pour une autre circonscription. Il est réélu quatre fois à la chambre des députés (1861 Pesaro, 1866 Forlì, 1867 Naples 4, 1871 Pieve di Sacco-Padoue). Le 9 novembre 1872, il est nommé par Victor-Emmanuel II sénateur.
Son dernier acte public significatif est, en 1898, l'envoi d'un télégramme de félicitations au général Bava-Beccaris pour la féroce répression des grèves de Milan (6-8 mai 1898) ce qui lui fit perdre beaucoup de sympathies.

## Œuvres
Cosenz publia des études critiques sur les campagnes et les guerres du XIXe siècle.
- Enrico Cosenz, Custoza e altri scritti inediti del gen. Enrico Cosenz, e ricordi vari sullo stesso, Palerme, A. Reber, 1913

## Hommages
Des rues et monuments de nombreuses villes italiennes lui sont dédiés dont une rue à Milan et un monument érigé à Naples.

## Distinctions
| : chevalier de l'ordre suprême de la Très Sainte Annonciade                |
| : chevalier de grand-croix l'ordre militaire de Savoie du 15 novembre 1893 |
| : médaille d'argent de la valeur militaire                                 |
| : médaille pour l’indépendance                                             |
| : médaille commémorative des guerres d'indépendances                       |

## Note
- (it) Cet article est partiellement ou en totalité issu de l’article de Wikipédia en italien intitulé « Enrico Cosenz » (voir la liste des auteurs).